# Kassekredit
En kassekredit er en type lån i et pengeinstitut, hvor man har mulighed for løbende at hæve et variabelt beløb op til et aftalt maksimum, eksempelvis 25.000 kr. Omkostningerne ved kreditten er ligegledes variable, idet der løbende betales renter af det trukne beløb. Hvis maksimummet er overskredet, er kontoen i overtræk. Udover renter betaler nogle en provision, som typisk vil være en procent-sats af kassekredittens maksimum. Provision afregnes ofte årligt.
Långiver kan stille krav om at blive underpanthaver i et ejerpantebrev med pant i en bolig, bil eller andet formuegode. Ejerpantebrevet skal tinglyses digitalt ved Tinglysningsretten.
For mange virksomheder er kassekreditten en vigtig del af deres kortfristede finansiering. 
Kassekreditten er beslægtet med bevilget overtræk, men kassekreditten er i modsætning til denne type kredit ofte en permanent løsning. For virksomheder skal den dog genforhandles hvert år, for at gå under posten kortfristet gæld i regnskabet.
| Økonomi | Spire Denne artikel om økonomi er en spire som bør udbygges. Du er velkommen til at hjælpe Wikipedia ved at udvide den. |